# أميليا وود
أميليا وود (بالإنجليزية: Amelia Wood)‏ هي رامية الرمح ‏ أمريكية، ولدت في 11 ديسمبر 1930 في ريدجفيلد بارك في الولايات المتحدة، وتوفيت في 7 يونيو 2013 في ماتيتوك في الولايات المتحدة.

## وصلات خارجية
- أميليا وود على موقع أوليمبيديا (الإنجليزية)